# Marco Trungelliti
Marco Trungelliti (Santiago del Estero, 31 de enero de 1990) es un tenista profesional argentino. En 2016 logró la clasificación a Roland Garros y en primera ronda logró derrotar al ex n.º 3 (n.º 11 en ese momento) Marin Čilić, ganador del Abierto de Estados Unidos 2014, mientras Marco era el n.º 166, siendo la victoria más importante de su carrera. En segunda ronda enfrentó a Albert Ramos, contra quien cayó en sets corridos por 6-3, 6-4 y 7-5. Así, igualó su mejor actuación en un GS, igualando su caída en segunda ronda en el Australian Open 2016, donde cayó ante Grigor Dimitrov (3-6 6-4 2-6 y 5-7).

## Carrera
Su ranking individual más alto logrado en el ranking mundial ATP, fue el n.º 112 el 4 de marzo de 2019. Mientras que en dobles alcanzó el puesto n.º 174 el 1 de abril de 2013.
Hasta el momento ha obtenido 7 títulos de la categoría ATP Challenger Tour, 4 de ellos en singles y 3 en la modalidad de dobles. Además, cuenta con 7 títulos en Futures.
En su carrera le ha ganado a jugadores Top 100 como: Paolo Lorenzi (más de una oportunidad), Leonardo Mayer (2012), Martín Alund (2013), Horacio Zeballos, Diego Schwarztman (2014), Facundo Bagnis (2015), Jordan Thompson, Marin Čilić -Nro. 10- (2016), Marton Fucsovics, Evegeny Donskoy, Roberto Carballes Baena (2018), Taro Daniel, Peter Gojowczik (2019), Alejandro Davidovich Fokina y Thiago Monteiro (2021)

### 2012
En abril de 2012 ganó su primer título de su carrera. Fue en la modalidad de dobles de la categoría ATP Challenger Tour. Ganó junto a su compatriota Andrés Molteni el Challenger de Santos, derrotando en la final a la pareja brasileña Rogério Dutra da Silva y Júlio Silva por 6-4, 6-3.
Más tarde, en el mes de julio, ganó su segundo título en tierras belgas. Junto al brasileño André Ghem como compañero ganó el Challenger de Grez-Doiceau derrotando en la final a la pareja argentina Facundo Bagnis y Pablo Galdón por 6-1, 6-2.

### 2013
En 2013 ganó su tercer título, junto al peruano Sergio Galdós se consagraron campeones en la modalidad de dobles del Challenger de Salinas 2013. Torneo que se realizó en el popular balneario ecuatoriano. La dupla peruano-argentina se impuso a la pareja conformada por los experimentados sudafricanos Jean Andersen e Izak van der Merwe, cuartos favoritos del cuadro, con parciales 6-3 6-4. El encuentro tuvo una duración de una hora y nueve minutos. En la jornada de semifinales se habían impuesto a la dura dupla conformada por el chileno Jorge Aguilar y el ecuatoriano Julio César Campozano.

### 2018
En el Abierto de Francia de 2018, Trungelliti salió sorteado como "lucky loser" luego de haber perdido en la tercera ronda de la clasificación. Al enterarse ya estaba de vuelta en Barcelona por lo que tuvo que conducir durante 10 horas nuevamente hacia París para reemplazar al lesionado Nick Kyrgios, quien debía enfrentar a su compatriota Bernard Tomic. Su madre y su abuela, de 89 años, se unieron a él en su viaje en automóvil ya que  estaban visitando desde Argentina en ese momento. Trungelliti llegó para registrarse poco antes de la medianoche, y el partido se programó en el primer turno de la mañana siguiente. A pesar de esto, Trungelliti derrotó a Tomic en 4 sets para hacer la segunda ronda en Roland Garros. En la segunda ronda perdió ante Marco Cecchinato.

### 2021
Consiguió por primera vez clasificar al cuadro principal de Wimbledon ganando en la clasificación a Leonardo Mayer, Thiago Seyboth Wild y Botic van de Zandschulp. En primera ronda perdió en cinco sets con Benjamin Bonzi. En el Abierto de Estados Unidos supera nuevamente la clasificación. En primera ronda vence a Alejandro Davidovich Fokina por 5-7, 6-3, 7-5, 6-7 (3) y 6-4.

## Títulos Challenger (7; 4+3)
| Leyenda               | Individuales | Dobles |
| --------------------- | ------------ | ------ |
| Grand Slam            | 0            | 0      |
| ATP Tour Finals       | 0            | 0      |
| ATP Tour Masters 1000 | 0            | 0      |
| ATP Tour 500          | 0            | 0      |
| ATP Tour 250          | 0            | 0      |
| ATP Challenger Tour   | 4            | 3      |

### Individuales (4)
| N.° | Fecha                    | Torneo                  | Superficie    | Oponente en la final | Resultado      |
| --- | ------------------------ | ----------------------- | ------------- | -------------------- | -------------- |
| 1.  | 15 de abril de 2018      | Challenger de Barletta  | Tierra batida | Simone Bolelli       | 2-6, 7-64, 6-4 |
| 2.  | 29 de septiembre de 2019 | Challenger de Florencia | Tierra batida | Pedro Sousa          | 6-2, 6-3       |
| 3.  | 10 de marzo de 2024      | Challenger de Kigali II | Tierra batida | Clement Tabur        | 6-3, 6-4       |
| 4.  | 15 de junio de 2025      | Challenger de Lyon      | Tierra batida | Daniel Mérida        | 6-3, 4-6, 6-3  |

### Dobles (3)
| N.º | Fecha               | Torneo                     | Superficie | Compañero      | Oponentes en la final              | Resultado |
| --- | ------------------- | -------------------------- | ---------- | -------------- | ---------------------------------- | --------- |
| 1.  | 22 de abril de 2012 | Challenger de Santos       | Tierra     | Andrés Molteni | Rogério Dutra da Silva Júlio Silva | 6-4, 6-3  |
| 2.  | 22 de julio de 2012 | Challenger de Grez-Doiceau | Tierra     | André Ghem     | Facundo Bagnis Pablo Galdón        | 6-1, 6-2  |
| 3.  | 2 de marzo de 2013  | Challenger de Salinas      | Tierra     | Sergio Galdós  | Jean Anderson Izak van der Merwe   | 6-4, 6-4  |